# Foro de Cooperação América Latina - Ásia do Leste
Fórum de Cooperação América Latina–Ásia do Leste (FOCALAL; em inglês: Forum for East Asia – Latin America Cooperation, FEALAC; em castelhano: Foro de Cooperación América Latina - Asia del Este, FOCALAE) é um foro da política internacional do qual participam países das regiões da América Latina e da Ásia do Leste. Esse mecanismo de concertação multilateral permanente foi criado em 1999 por iniciativa do Chile e de Singapura.
Dentro da FOCALAL, ocorrem reuniões ministeriais, tendo a primeira ocorrida em Santiago (Chile) em março de 2001, a segunda em Manila (Filipinas) em janeiro de 2004, e a terceira em Brasília (Brasil) agosto de 2007.